# Claes Christian Olrog
Claes Christian Olrog, né le 25 novembre 1912 à Stockholm en Suède et mort le 29 novembre 1985 à San Miguel de Tucumán en Argentine, est un ornithologue suédois émigré en Argentine.
Olrog a grandi à Stocksund, dans la région de Danderyd, près de Stockholm. Ses parents sont Claus (Claës) Christian Olrog, forestier, et Sigrid Erika Ida Petrovna Tersmeden,.
Après avoir terminé ses études à Stockholm et à Uppsala, il entreprend plusieurs expéditions scientifiques, notamment au Chili, au Paraguay et en Terre de Feu. En 1948, il est nommé professeur à l'université de Tucumán, dans le nord-ouest de l'Argentine, où il reste jusqu'à sa retraite en 1980. Il est marié à Sœur Gunilla Maria Bellander. Olrog était un cousin du célèbre poète Ulf Peder Olrog.
C'est en Argentine qu'Olrog a accompli sa grande œuvre. Il fut l'un des premiers ornithologues à traverser tout le sud de l'Amérique du Sud, ce qui lui permit de décrire un certain nombre d'espèces et de sous-espèces nouvelles pour la science. Ses voyages l'ont amené à établir l'une des plus importantes collections d'Amérique du Sud dans sa ville natale de Tucumán.
En tant qu'écrivain, Olrog a fait ses débuts avant même de s'installer en Argentine. Mais il s'est fait connaître comme pionnier en publiant en 1959 le premier guide ornithologique de terrain argentin, Las Aves Argentinas - Una guía de campo, qui est encore aujourd'hui d'une grande importance pour l'ornithologie de terrain argentine.
Olrog a donné son nom à plusieurs espèces et sous-espèces, dont Andalgalomys olrogi (un rongeur) et Cinclodes olrogi (cinclodes des ruisseaux). 